# Leioproctus wagenknechti
Leioproctus wagenknechti là một loài Hymenoptera trong họ Colletidae. Loài này được Toro mô tả khoa học năm 1970.